# Over Beck
Der Over Beck ist ein Fluss im Lake District, Cumbria, England. Der Over Beck entsteht an der Südflanke des Red Pike und nördlich des Yewbarrow. Der Over Beck fließt in südlicher Richtung bis zu seiner Mündung in den Wast Water See.
Der Brimfull Beck, der im Low Tarn entsteht ist der einzige Zufluss des Over Beck.